# 2-나이트로톨루엔
2-나이트로톨루엔(영어: 2-nitrotoluene)은 화학식이 CH3C6H4NO2인 유기 화합물이다. o-나이트로톨루엔(영어: o-nitrotoluene), 오르토-나이트로톨루엔(영어: ortho-nitrotoluene)이라고도 한다. 2-나이트로톨루엔은 α (−9.27 °C) 및 β (−3.17 °C)라고 하는 두 가지 형태로 결정화되는 밝은 노란색 액체이다. 2-나이트로톨루엔은 주로 다양한 염료 생산의 중간생성물인 o-톨루이딘의 전구체로 사용된다.

## 합성 및 반응
2-나이트로톨루엔은 -10 °C 이상에서 톨루엔을 나이트로화시켜 만든다. 이 반응으로 2-나이트로톨루엔과 4-나이트로톨루엔의 2:1 혼합물이 생성된다.
2-나이트로톨루엔을 염소화하면 클로로나이트로톨루엔의 2가지 이성질체가 생성된다. 유사하게 2-나이트로톨루엔을 나이트로화하면 다이나이트로톨루엔의 2가지 이성질체가 생성된다.
2-나이트로톨루엔은 주로 염료의 전구체인 o-톨루이딘의 생산에 사용된다.

## 같이 보기
- 나이트로톨루엔
- 3-나이트로톨루엔
- 4-나이트로톨루엔